# شارلوته إي. راي
شارلوته إي. راي (بالإنجليزية: Charlotte E. Ray)‏ هي سفرجات ومحامية أمريكية، ولدت في 13 يناير 1850 في نيويورك في الولايات المتحدة، وتوفيت في 4 يناير 1911 في Woodside, Queens ‏ في الولايات المتحدة بسبب التهاب القصبات.

## وصلات خارجية
- شارلوته إي. راي على موقع الموسوعة البريطانية (الإنجليزية)